# August Rohling
August Rohling (15. března 1839 Neuenkirchen – 23. ledna 1931 Salcburk) byl poslancem na říšské radě ve Vídni, katolickým teologem, vysokoškolským profesorem, jedním z předních antisemitů v habsburském Rakousku.

## Život
Rohling se narodil v městě Neunkirchen ve Vestfálsku, které bylo tehdy součástí pruského Hannoverska. Teologii vystudoval v Münsteru, poté absolvoval studijní pobyty v Paříži a Bruselu. Na kněze byl vysvěcen v roce 1863. V roce 1867 se v saské Jeně habilitoval pro obor Starý a Nový zákon. Poté vyučoval na univerzitě v domovském Münsteru a v roce 1871 vydal první zásadní antisemitský spis Židé podle talmudu, kterým si získal respekt v antižidovsky naladěných evropských kruzích. V roce 1874 pak obdržel profesuru na univerzitě v Milwaukee ve Wisconsinu v USA. Po návratu ze Spojených států nalezl od roku 1877 nové působiště v habsburském mocnářství v Praze. Na pražské německé univerzitě působil jako profesor biblistiky a semitské filologie. Stal se kanovníkem kolegiální kapituly Všech svatých na Hradě pražském. V Rakousku vedl řadu soudních, veřejných i akademických sporů včetně jeho aktivní úlohy v Tiszaeslarzském procesu či v tzv. Hilsnerově aféře. V roce 1902 byl Rohling penzionován a odešel do Gorice v dnešním Slovinsku. Po rozpadu starého Rakouska odešel z Vídně do Salcburku, kde v roce 1931 v 92 letech zemřel.

## Dílo a veřejný život
K nejznámějším dílům Rohlinga patří „Talmudjude“ (Talmudský žid) vydal i práce „Katechismus 19. století pro židy a protestanty“, „Franz Delitsch a židovská otázka“, „Pět dopisů o talmudismu a židovském krevním rituálu“ apod. Vedle spisovatelské práce zasahoval do řady veřejně známých kauz, vedl spory se známými osobnostmi např. protestantským teologem Franzem Delitzschem, s rabínem a poslancem na říšské radě Josefem Samuelem Blochem, který jej usvědčoval z faktografických chyb, úmyslných i neúmyslných omylů apod. Byl jedním z těch, kteří nejvíce šířili mýtus o krevní pověře a rituálních vraždách apod. Velice často útočil proti vídeňským liberálním novinářům i protestantům, v části katolických a nacionálních kruhů byl velmi populární. Patřil k těm autorům a osobnostem, které ovlivnily mladého Hitlera při jeho vídeňském předválečném pobytu. Společně se Schönererem či Luegerem patřil k nejvýznačnějším veřejně známým antisemitům ve starém Rakousku. V éře nacistického Německa pak jeho argumenty využívaly nacistické noviny „Der Stürmer“ vedené Juliem Streicherem.

## August Rohling a Československo
V roce 1925 proběhla v Klementinu výstava kreseb malíře–antisemity Karla Rélinka (1880–1945), které měly ilustrovat výroky Talmudu. Knižně byly tyto kresby vydány v rámci Rélinkovy publikace Zrcadlo Židů 1925 a 1936. Rélink se dovolával Rohlinga jako autority při výkladu Talmudu a hojně ho v knize i v textech uváděl. K. J. Beneš v Přítomnosti uvedl na základě konkrétních příkladů a stanovisek znalců, že August Rohling vědomě falšoval své závěry s tím, že např. nepřesně překládal, odvolával se na neexistující texty a dopouštěl se při interpretaci dalších závažných prohřešků.